# Thomas Metscher
Thomas Metscher (* 30. Juli 1934 in Berlin) ist ein deutscher Literaturwissenschaftler und Philosoph.

## Leben
Metscher studierte Anglistik, Germanistik, Soziologie und Philosophie in Berlin, Bristol und Heidelberg und wurde 1967 mit einer Dissertation über den irischen Dramatiker Sean O’Casey promoviert. Von 1961 bis 1971 lehrte Thomas Metscher deutsche Literatur an der Queen’s University of Belfast. Von 1971 bis zur Emeritierung 1998 war er Professor für Literaturwissenschaft und Ästhetik an der Universität Bremen. Er ist Mitherausgeber der Bremer Beiträge zur Literatur- und Ideengeschichte.
Thomas Metscher – der sich nach eigener Aussage dem „Theorietypus Marx“ verbunden weiß – erhält Einladungen verschiedener Universitäten und Institutionen aus ganz Europa und Übersee.
Metscher war Mitglied der Deutschen Kommunistischen Partei (DKP).

## Schriften
- Sean O’Caseys Dramatischer Stil. Georg Westermann Verlag, Braunschweig 1967/1968.
- Faust und die Ökonomie. Ein literarhistorischer Essay. In: Wolfgang Fritz Haug (Hrsg.): Von Faust bis Karl Valentin. Der Bürger in Literatur und Geschichte (= Argument. Sonderband 3). Argument-Verlag, Berlin 1976, S. 28–155.
- Kunst und sozialer Prozeß. Studien zu einer Theorie der ästhetischen Erkenntnis. Pahl-Rugenstein, Köln 1977.
- Der Friedensgedanke in der europäischen Literatur. Atelier im Bauernhaus, Ottersberg 1984.
- Klassik und Revolution. Zwei Thesen und ein Paradigma. In: Erhard Lange (Hrsg.): Beiträge zur Geschichtsphilosophie der deutschen Klassik. Collegium Philosophicum Jenense. Heft 8, Hermann Böhlaus Nachfolger, Weimar 1989, S. 81 ff.
- Pariser Meditationen. Zu einer Ästhetik der Befreiung. Verlag für Gesellschaftskritik, Wien 1992, ISBN 3-85115-155-0. Neuauflage: Mangroven Verlag, Kassel 2019, ISBN 978-3-94694-603-8.
- Herausforderung dieser Zeit. Zur Philosophie und Literatur der Gegenwart. Edition Marxistische Blätter, Düsseldorf 1989, ISBN 3-88501-089-5.
- Shakespeares Spiegel. Geschichte und literarische Idee. von Bockel Verlag, Hamburg 1995 und 1998, ISBN 3-928770-36-5.
  - Band 1: Shakespeare und die Renaissance. 1995, ISBN 3-928770-33-0.
  - Band 2: Klassik, Romantik und Aufklärung. 1998, ISBN 3-928770-34-9.
- Zivilgesellschaft und postmodernes Bewußtsein. In: Hermann Kopp, Werner Seppmann (Hrsg.): Gescheiterte Moderne? Zur Ideologiekritik des Postmodernismus. Neue-Impulse, Essen 2002.
- Welttheater und Geschichtsprozess. Zu Goethes Faust. Lang, Frankfurt am Main 2004, ISBN 3-631-39659-7.
- Logos und Wirklichkeit. Lang, Frankfurt am Main 2010.
- Ästhetik, Kunst und Kunstprozess. Theoretische Studien. Aurora Verlag, Berlin 2013, ISBN 978-3-359-02530-6.
- mit Priscilla Metscher: Am Vorabend der Oktoberrevolution. James Connolly – sein Marxismus und der irische Osteraufstand 1916. Neue-Impulse, Essen 2016.
- Integrativer Marxismus. Dialektische Studien. Grundlegung. Mangroven Verlag, Kassel 2017, ISBN 978-3-94694-604-5.
- Kunst. Ein geschichtlicher Entwurf. Mangroven Verlag, Kassel 2020, ISBN 978-3-94694-609-0.
- Sein und Bewußtsein. Mangroven Verlag, Kassel 2023, ISBN 978-3-946946-32-8.
- Faust und die Dialektik. Studien zu Goethes Dichtung. Mangroven Verlag, Kassel 2024, ISBN 978-3-946946-41-0.